# Гот-Спрінгс (Арканзас)
Гот-Спрінгс (англ. Hot Springs) — місто (англ. city) в США, в окрузі Гарленд штату Арканзас, адміністративний центр округу. Населення — 37 930 осіб (2020).

## Географія
Гот-Спрінгс розташований на висоті 182 метрів над рівнем моря за координатами 34°29′31″ пн. ш. 93°3′3″ зх. д. / 34.49194° пн. ш. 93.05083° зх. д. (34.491992, -93.050809).  За даними Бюро перепису населення США в 2010 році місто мало площу 91,01 км², з яких 90,69 км² — суходіл та 0,32 км² — водойми.

### Клімат
| Клімат : Гот-Спрінгс         | Клімат : Гот-Спрінгс | Клімат : Гот-Спрінгс | Клімат : Гот-Спрінгс | Клімат : Гот-Спрінгс | Клімат : Гот-Спрінгс | Клімат : Гот-Спрінгс | Клімат : Гот-Спрінгс | Клімат : Гот-Спрінгс | Клімат : Гот-Спрінгс | Клімат : Гот-Спрінгс | Клімат : Гот-Спрінгс | Клімат : Гот-Спрінгс | Клімат : Гот-Спрінгс |
| Показник                     | Січ.                 | Лют.                 | Бер.                 | Квіт.                | Трав.                | Черв.                | Лип.                 | Серп.                | Вер.                 | Жовт.                | Лист.                | Груд.                | Рік                  |
| Абсолютний максимум, °C      | 27,2                 | 30,6                 | 32,2                 | 36,1                 | 36,7                 | 42,2                 | 45,6                 | 46,1                 | 44,4                 | 37,2                 | 30,0                 | 26,7                 | 46,1                 |
| Середній максимум, °C        | 10,0                 | 12,8                 | 17,8                 | 22,8                 | 26,7                 | 31,1                 | 33,9                 | 33,9                 | 30,0                 | 23,3                 | 16,7                 | 11,1                 | 22,5                 |
| Середній мінімум, °C         | −0,6                 | 1,7                  | 5,6                  | 10,0                 | 15,6                 | 19,4                 | 21,7                 | 21,1                 | 17,2                 | 10,6                 | 5,6                  | 0,6                  | 10,7                 |
| Абсолютний мінімум, °C       | −18,3                | −17,2                | −12,2                | −4,4                 | 2,2                  | 9,4                  | 11,1                 | 10,0                 | 2,8                  | −3,9                 | −10                  | −20,6                | −20,6                |
| Норма опадів, мм             | 94                   | 113                  | 131                  | 131                  | 155                  | 112                  | 116                  | 76                   | 104                  | 148                  | 142                  | 135                  | 1457                 |
| ---------------------------- | -------------------- | -------------------- | -------------------- | -------------------- | -------------------- | -------------------- | -------------------- | -------------------- | -------------------- | -------------------- | -------------------- | -------------------- | -------------------- |
| Джерело: The Weather Channel |                      |                      |                      |                      |                      |                      |                      |                      |                      |                      |                      |                      |                      |

## Демографія
Згідно з переписом 2010 року, у місті мешкали 35 193 особи в 15 575 домогосподарствах у складі 8538 родин. Густота населення становила 387 осіб/км².  Було 18947 помешкань (208/км²). 
Расовий склад населення:
| - 75,4 % — білих - 16,8 % — чорних або афроамериканців - 0,9 % — азіатів - 0,6 % — корінних американців - 3,3 % — осіб інших рас |

До двох чи більше рас належало 3,0 %. Іспаномовні складали 7,5 % від усіх жителів.
За віковим діапазоном населення розподілялося таким чином: 20,6 % — особи молодші 18 років, 58,1 % — особи у віці 18—64 років, 21,3 % — особи у віці 65 років та старші. Медіана віку мешканця становила 43,5 року. На 100 осіб жіночої статі у місті припадало 89,8 чоловіків;  на 100 жінок у віці від 18 років та старших — 85,7 чоловіків також старших 18 років.
Середній дохід на одне домашнє господарство  становив 45 073 долари США (медіана — 29 836), а середній дохід на одну сім'ю — 58 992 долари (медіана — 39 351). Медіана доходів становила 32 044 долари для чоловіків та 29 642 долари для жінок. За межею бідності перебувало 29,2 % осіб, у тому числі 43,2 % дітей у віці до 18 років та 13,5 % осіб у віці 65 років та старших.
Цивільне працевлаштоване населення становило 13 799 осіб. Основні галузі зайнятості: освіта, охорона здоров'я та соціальна допомога — 27,0 %, мистецтво, розваги та відпочинок — 14,8 %, роздрібна торгівля — 14,1 %.
| Рік     | Чисельність | Рік  | Чисельність |
| ------- | ----------- | ---- | ----------- |
| 1900    | 10 000      | 1950 | 29 300      |
| 1906/07 | 11 200      | 1960 | 29 200      |
| 1910    | 14 400      | 1970 | 35 600      |
| 1916/17 | 17 200      | 1980 | 26 800      |
| 1920    | 11 700      | 1990 | 33 100      |
| 1930    | 20 200      | 2000 | 35 750      |
| 1940    | 21 400      |      |             |

За даними перепису населення 2000 року в Гот-Спрінґс проживало 35 750 осіб, 9062 родини, налічувалося 16 096 домашніх господарств та 18 813 житлових будинків. Середня густота населення становила близько 418,1 особа на один квадратний кілометр. Расовий склад Гот-Спрінґс за даними перепису розподілився таким чином: 78,86% білих, 16,87% — чорних або афроамериканців, 0,55% — корінних американців, 0,79% — азіатів, 0,05% — вихідців з тихоокеанських островів, 1,86% — представників змішаних рас, 1,02% — інших народів. Іспаномовні склали 3,80% від усіх жителів міста.
З 16 096 домашніх господарств в 22,0% — виховували дітей віком до 18 років, 40,2% представляли собою подружні пари, які спільно проживали, в 12,4% сімей жінки проживали без чоловіків, не мали сімей. від загального числа сімей на момент перепису жили самостійно, при цьому серед жителів у віці 65 років були відсутні одиночки. Середній розмір домашнього господарства склала 1 людина, а середній розмір родини — 1 особа.
Населення міста за віковим діапазоном за даними перепису 2000 року розподілилося таким чином: 20,2% — жителі молодше 18 років, 8,2% — між 18 і 24 роками, 25,4% — від 25 до 44 років, 23,0% — від 45 до 64 років і 23,2% — у віці 65 років та старше. Середній вік мешканця склав 42 роки. На кожні 100 жінок в Гот-Спрінґс припадало 88,4 чоловіків, у віці від 18 років та старше — 84,6 чоловіків також старше 18 років.
Середній дохід на одне домашнє господарство в місті склав 26 040 доларів США, а середній дохід на одну сім'ю — 32 819 доларів. При цьому чоловіки мали середній дохід в 25 861 долар США на рік проти 20 155 доларів середньорічного доходу у жінок. Дохід на душу населення в місті склав 17 961 долар на рік. 13,7% від усього числа сімей в окрузі і 19,2% від усієї чисельності населення перебувало на момент перепису населення за межею бідності, при цьому 30,7% з них були молодші 18 років і 11,7% — у віці 65 років та старше.

## Відомі люди
- Алан Ледд (1913— 1964) — американський актор та продюсер.

## Міста-побратими
- Ханамакі, Японія (з 1993 року)[8]